# Heteromolpadia
Genre
Heteromolpadia est un genre d'holothuries (concombres de mer) de la famille des Molpadiidae.

## Liste des espèces
Selon World Register of Marine Species (2 avril 2021) :
- Heteromolpadia joyceae Pawson & Vance, 2007
- Heteromolpadia marenzelleri (Théel, 1886)
- Heteromolpadia pikei Pawson, 1965
- Heteromolpadia tridens (Sluiter, 1901)